# Lepraria caesioalba
Lepraria caesioalba är en lavart som först beskrevs av B. de Lesd., och fick sitt nu gällande namn av J. R. Laundon. Lepraria caesioalba ingår i släktet Lepraria och familjen Stereocaulaceae.  Arten är reproducerande i Sverige. Inga underarter finns listade i Catalogue of Life.